# 1993 (singolo)
1993 è un singolo del gruppo musicale italiano Gemelli DiVersi, pubblicato l'11 luglio 2025.

## Descrizione
Il brano è un omaggio consapevole alla musica degli anni '90 che rielabora il passato del gruppo e contiene un campionamento del brano Su e giù dei Vernice, uscito proprio nel 1993.

## Tracce
Testi di Angelo Messini D'Agostini, Gabriele D'Asaro ed Emanuele Busnaghi, musiche di Angelo Messini D'Agostini, Gabriel Rossi, Lorenzo Santarelli e Marco Salvaderi.
1. 1993 – 2:48